# Confitería Las Violetas

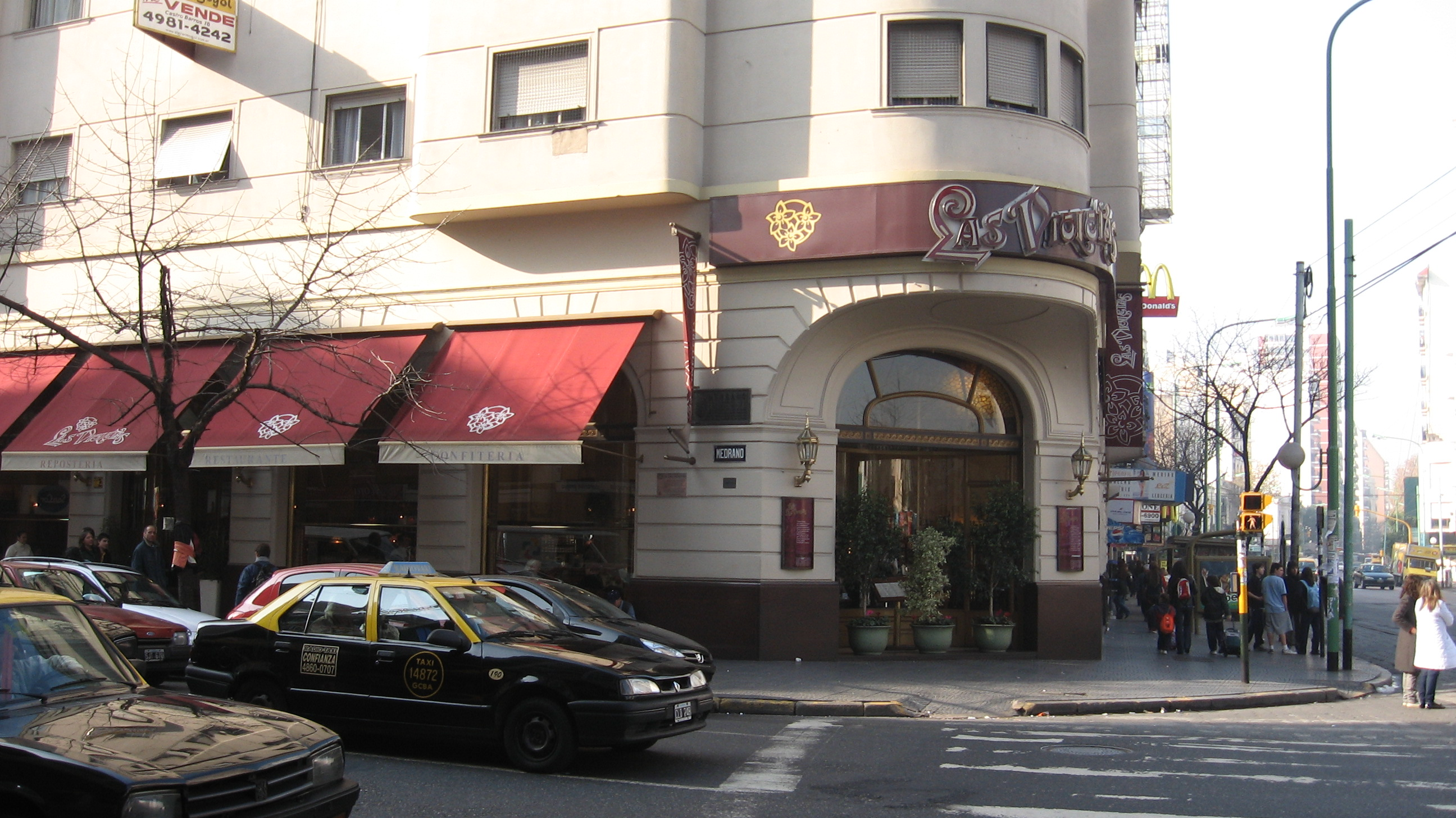
Las Violetas.

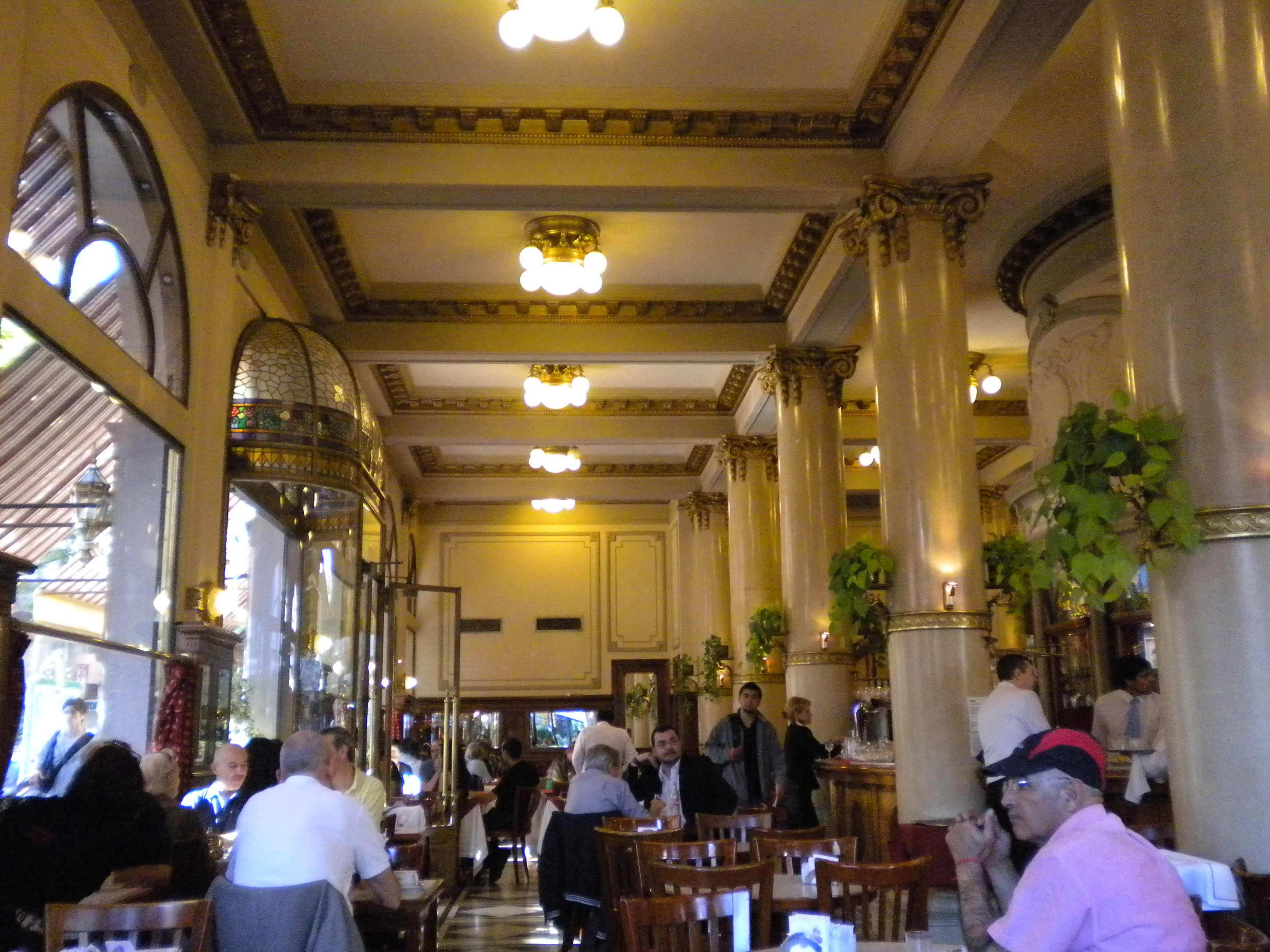
Interior.

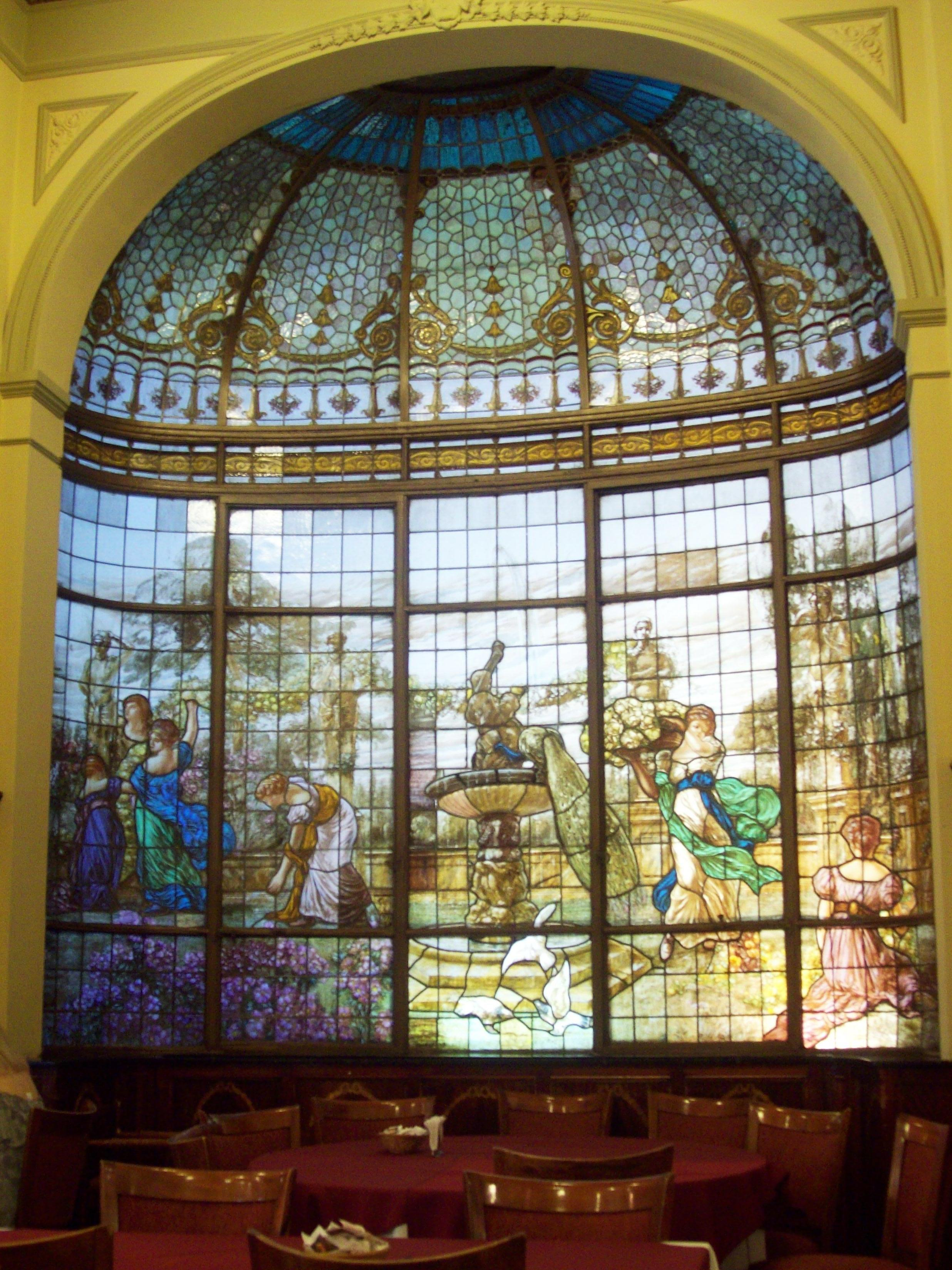
Vitral.

La Confitería Las Violetas es un tradicional bar, restaurante y confitería ubicado en la esquina en que se cruzan las avenidas Rivadavia y Medrano, en el barrio de Almagro, Ciudad de Buenos Aires.

## Bar notable
Este bar pertenece al selecto grupo de "Bares Notables" de la Ciudad de Buenos Aires, este grupo tiene como principal característica el ser los bares más representativos de la ciudad y estar oficialmente apoyados por programas oficiales del Gobierno de la Ciudad de Buenos Aires.

## Historia
Fue inaugurada el 21 de septiembre de 1884 por los señores Felman y Rodríguez Acal y posteriormente remodelada en la década de 1920, luciendo vidrieras y puertas de vidrios curvos, vitrales y pisos de mármol italiano. La propiedad fue rematada en 1933 y pasó a manos de Mateo Figallo y su familia.
Se afirma que su nombre proviene de los canteros con violetas que decoraban su frente. Fue siempre una confitería de lujo, que contrastaba con la pulpería que estaba en la esquina en diagonal. En sus primeras épocas se llegaba tomando el tren en la estación Del Parque, que se levantaba en el solar donde hoy día está el Teatro Colón, y se bajaba en la estación Almagro, a una cuadra de la confitería. O se podía tomar un tranvía a caballo que recorría Rivadavia.
Con respecto a sus emblemáticos vitrales, incorrectamente suele decirse que son de Francia, pero en realidad sólo los materiales son de allí. La planificación y el armado se hicieron sobre la base de bocetos en acuarelas y tinta china de un escenógrafo diseñador en un taller que quedaba en Buenos Aires, en la calle Piedras n° 1019, los que fueron colocados en el año 1928. Dichos bocetos, que se conservaron, se confeccionaron de acuerdo con el arquitecto que tuvo a cargo la remodelación del local. La persona a cargo de hacer los vitrales fue Antonio Estruch, quien ya tenía la experiencia de haberlos hecho para el Café Tortoni (el hijo y el nieto, también llamados "Antonio", siguieron trabajando en el mismo rubro, y desde 1987 ocuparon el local de Solís 263).
Durante el Centenario fue visitada por la Infanta de Borbón, que había llegado al país el 18 de mayo de 1910. Fue inspiración de escritores, como Roberto Arlt quien la describe en su cuento Noche Terrible, y también era habitués cantores como Carlos Gardel, quela frecuentaba junto a su amigo Irineo Leguisamo, así como José María Contursi y Azucena Maizani. También concurría un vecino del barrio, que fuera Presidente de la Nación Argentina: Arturo Frondizi.
Las Abuelas de Plaza de Mayo solían reunirse allí, clandestinamente, simulando festejar algún cumpleaños, para buscar formas de recuperar a sus nietos secuestrados-desaparecidos, durante la dictadura militar autodenominada Proceso de Reorganización Nacional (1976-1983).
Sirvió de escenario de películas, como La Mafia, de Leopoldo Torre Nilsson, de 1972 y Sol de otoño, de Eduardo Mignona, estrenada en 1996.
En la década del 90, los dueños se declararon en quiebra, y entre 1997 y 2001 estuvo cerrada.
En 1998 fue declarada Sitio de interés cultural por la Legislatura de la Ciudad de Buenos Aires. Varios años antes de su restauración, durante el año 2001, el lugar permaneció cerrado y semiabandonado.

## Restauración
Gracias a un grupo de gastronómicos, se realizó una importante restauración entre enero y junio de 2001. Comprendieron el revestimiento en madera del lugar, las arañas, columnas y cielorraso. El piso del lugar fue irrecuperable, por lo tanto, se mandó a construir otro respetando tamaño, forma y colores originales. La fachada fue conservada en su totalidad manteniéndose sus mármoles originales. También se incorporaron sanitarios para discapacitados. Los trabajos de restauración llevaron unos seis meses de tareas de investigación y tramitaciones municipales en el área de patrimonio histórico. Reabrió, el 17 de julio de 2001 y, dos días después, para el público en general.